# ラドン222
ラドン222（Radon-222、222Rn、Rn-222、古名：ラジウム・エマナチオンまたは単にラドン）は、ラドンの中で最も安定した同位体で、半減期は約3.8日である。原始核種ウラン238の崩壊系列の中で一過性に生じるものであり、ラジウム226の直接の崩壊生成物でもある。ラドン222は1899年に初めて観測され、その数年後に新元素の同位体として同定された。1957年には、それまでラドン222のみを指す名称であった「ラドン」という呼び方が、元素の名称となった。ラドン222は、その気体である性質と高い放射能のため、肺癌の主要な原因の1つとなっている。

## 歴史
1898年に放射性鉱石の化学分析によるラジウムの発見に続き、1899年にはマリとピエール・キュリーがラジウムから発せられる新しい放射性物質を観測し、数日間にわたって強い放射性を観測した。同じ頃、アーネスト・ラザフォードとロバート・ボウイ・オーウェンズがトリウム化合物から同様の放射性物質（寿命は短い）を観測している:8。ドイツの物理学者フリードリッヒ・エルンスト・ドルンは、1900年代初頭にこれらの放射物を徹底的に研究し、新種のガス状元素であるラドンのせいだと考えた。特に、ウラン系列の生成物であるラドン222を研究し、これを「ラジウム・エマナチオン」（radium emanation）と名付けた。
20世紀初頭、ラドンという元素にはいくつかの呼び名があった。この元素の化学的性質を広く研究していた化学者のウィリアム・ラムゼーが「ニトン」（niton）という名前を提案し、ラザフォードが「エマネーション」（emanation）という名前を提案した。当時、ラドンは222Rnという同位体のみを指し、219Rnと220Rnはそれぞれアクチノン（actinon）とトロン（thoron）と呼ばれていた。1957年、国際純正・応用化学連合（IUPAC）は、同位体の命名規則にもとづいて、ラドンという名称を222Rnだけではなく、元素を指すものとして推奨した。この決定は、ラザフォードがラドン220を同定したことよりも、ドーンがラドン222を同定したことを不当に高く評価していると考えられ、議論を呼んだ。また、ラドンという名称が歴史的に使用されてきたことで、元素と同位体222Rnのどちらが議論されているのかについて混乱が見られた。

## 崩壊特性

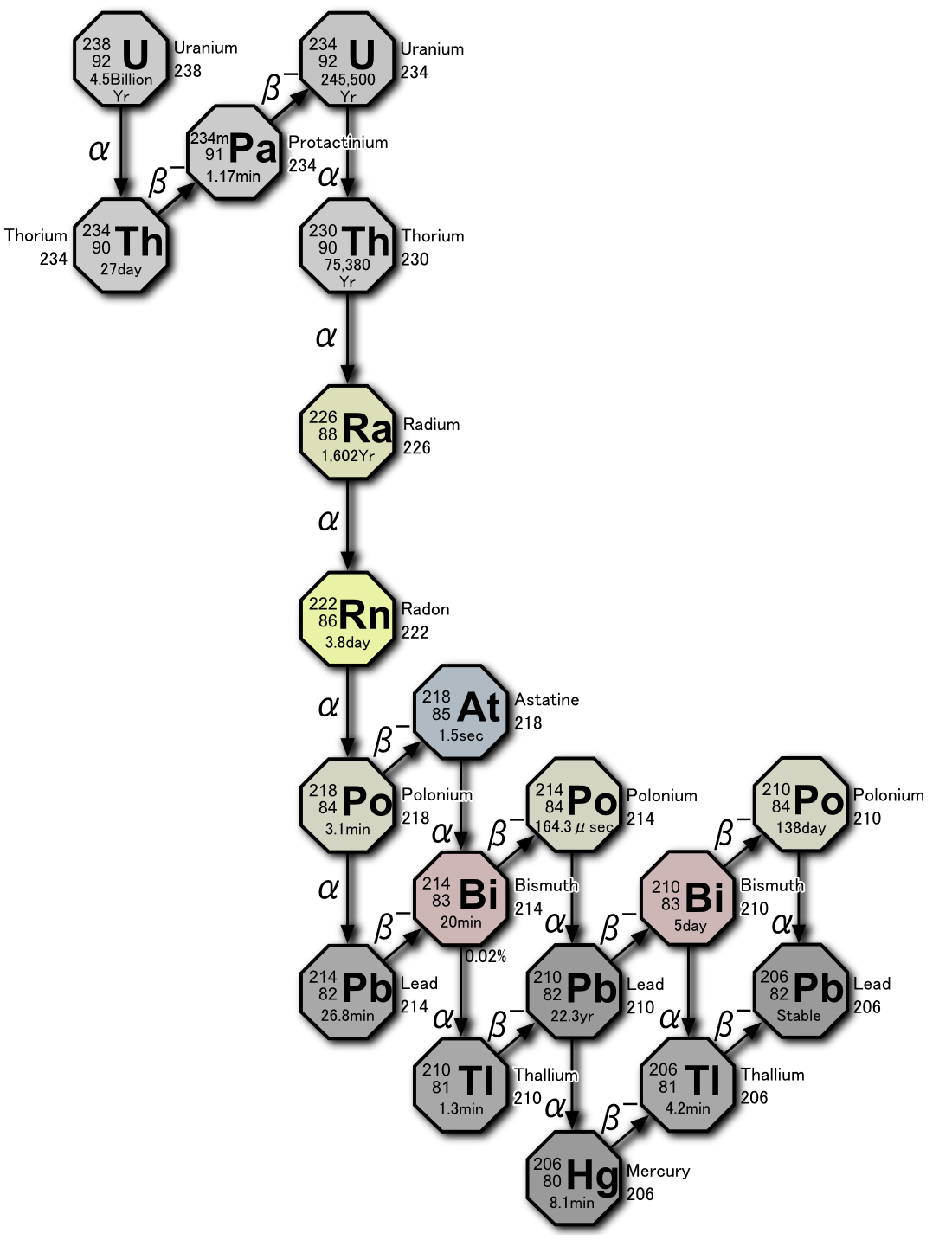
ウラン238の崩壊系列はウラン系列またはラジウム系列と呼ばれ、ラドン222はその一員である。

ラドン222は、ウラン系列で半減期1600年のラジウム226のα崩壊により生成される。ラドン222自体は半減期が約3.82日のポロニウム218にα崩壊し、ラドンの同位体の中で最も安定している。その最終崩壊産物は安定した鉛206である。
理論的には、222Rnは222Raへの二重ベータ崩壊が可能であり、質量測定によっては222Frへの一重ベータ崩壊も可能であるとされている。これらの崩壊モードが探索された結果、両方の遷移の部分半減期の下限が8年であることが判明した。もし222Rnのベータ崩壊が可能であれば、その崩壊エネルギーは非常に低く（24±21keV）、半減期は105年程度で、アルファ崩壊に比べて非常に低い分岐確率になると予測される。

## 発生と危険性
すべてのラドン同位体は、自身の放射能、ガス状の性質、化学的不活性、崩壊生成物（子孫核種）の放射能のために危険である。特にラドン222は半減期が長いため、ウラン238の崩壊によって微量に生成されて土壌や岩石に浸透し、建物やウラン鉱山に濃縮される。これは、他の天然同位体が遥かに早く崩壊する（半減期が1分未満）ので放射線被曝に大きく寄与しないのと対照的である。高濃度のガス状の222Rnを吸い込むと、息を吐く前に減衰し、その娘核種である218Poと214Poが肺に蓄積され、高エネルギーのアルファ線とガンマ線が細胞を損傷することになる。長期間222Rnとその子孫核種に曝されると、最終的に肺癌を引き起こす。また、ラドンは、汚染された飲料水や摂取したラジウムの崩壊によって体内に入る可能性があり、ラドンの拡散はラジウムの最大の危険性の一つである。このように、222Rnは発癌性がある。実際、米国ではたばこに次ぐ肺癌の原因となっており、年間2万人以上がラドンによる肺癌が原因で死亡している。